# Hong Sang-soo
Pour les articles homonymes, voir Hong.
Dans ce nom coréen, le nom de famille, Hong, précède le nom personnel.
Hong Sang-soo (en coréen : 홍상수) est un réalisateur et scénariste sud-coréen, né le 25 octobre 1960 à Séoul.
Cinéaste prolifique, son œuvre est très appréciée de la critique et lui vaut de nombreux prix prestigieux : le Prix Un certain regard au Festival de Cannes 2010 pour Ha ha ha, le Léopard d'or au Festival international du film de Locarno 2015 pour  Un jour avec, un jour sans et quatre prix à la Berlinale entre 2020 et 2024 dont deux Grand prix du jury, pour La Romancière, le Film et le Heureux Hasard et La Voyageuse.

## Biographie

### Débuts
Hong Sang-soo découvre le cinéma avec les films hollywoodiens à la télévision. En 1982, après avoir étudié la mise en scène à l'université de Chungang, à Séoul, il part étudier aux États-Unis au College of Arts and Crafts de Californie et à l'Art Institute de Chicago,.
De retour en Corée du Sud, il travaille comme réalisateur pour la télévision avant de se lancer au cinéma[réf. souhaitée].

### Carrière de réalisateur
Il tourne en 1996 son premier film, Le Jour où le cochon est tombé dans le puits qui connaît immédiatement un certain succès critique et public. Il reçoit ainsi des récompenses au Dragon Blue Coréen, à l’Asia-Pacific Film Festival, et aux festivals de Rotterdam et de Vancouver. Le film dépeint avec des performances improvisées et peu de dialogues, une relation amoureuse moderne.
Il réalise ensuite Le Pouvoir de la province de Kangwon un conte sur la désillusion. C'est son premier film présenté à Cannes, dans la section Un certain regard. Il devient ensuite un habitué du festival : jusqu'en 2017, neuf de ses films sont sélectionnés.
En 2000, Hong Sang-soo revient avec le film au titre provocateur La Vierge mise à nu par ses prétendants. Celui-ci, tourné en noir et blanc suit un triangle amoureux vu par les trois personnages. Si le titre est emprunté à Marcel Duchamp, Hong Sang-soo dit ne pas être inspiré par l'artiste et n'avoir choisi le titre que parce qu'il correspond à l'histoire filmée.
Fort de sa réputation, Hong Sang-soo dispose de moyens plus confortables pour son quatrième opus, Turning Gate, coproduit par Marin Karmitz. Dans cette comédie mélancolique, son plus important succès commercial, notamment auprès du public de Corée, le réalisateur affine son style tout en restant fidèle à sa thématique. Dans la continuité, les éléments caractéristiques de son cinéma se retrouvent dans La femme est l'avenir de l'homme, en compétition au festival de Cannes en 2004.
Il sort en 2005 Conte de cinéma, lui aussi présenté à Cannes, ce qui conforte ainsi le statut du réalisateur sur le plan international.
Depuis 2008, il enseigne à l'université de Konkuk à Séoul où il anime un atelier consacré au scénario et un autre consacré à la mise en scène. Auparavant, il a enseigné à l'université nationale des arts de Corée de 1995 à 2001.
En 2009, il présente  Les Femmes de mes amis, toujours à Cannes mais à la Quinzaine des réalisateurs : après Night and Day, il poursuit dans ce film l'emploi de la vidéo haute-définition.  Avec Ha ha ha (2010), il retrouve un certain succès auprès du public coréen avec 56 000 entrées, le film lui permettant également de remporter le prix Un certain regard à Cannes. Son film Matins calmes à Séoul est présenté l'année suivante dans cette même sélection Un certain regard  : sorti en 2012 en France, il enregistre 12 500 entrées.

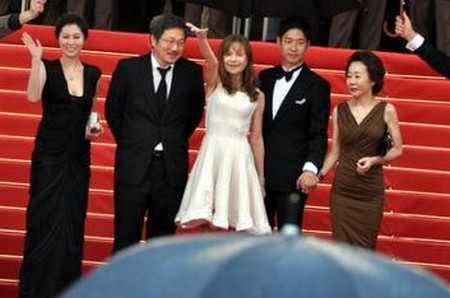
L'équipe de In Another Country au festival de Cannes 2012.

Il poursuit l'allègement de ses dispositifs avec Oki's Movie (2010), réalisé sans aucun financement et tourné en partie dans son bureau à l'université de Konkuk à Séoul. En 2011, le film sera présenté en avant-première dans le cadre de la rétrospective que consacre la Cinémathèque française au cinéaste.
En 2012, son film In Another Country, avec l'actrice française Isabelle Huppert, est sélectionné en compétition officielle au festival de Cannes. Le film sort en France en octobre et aux États-Unis en novembre. Il rassemble 70 000 spectateurs dans les salles françaises,.

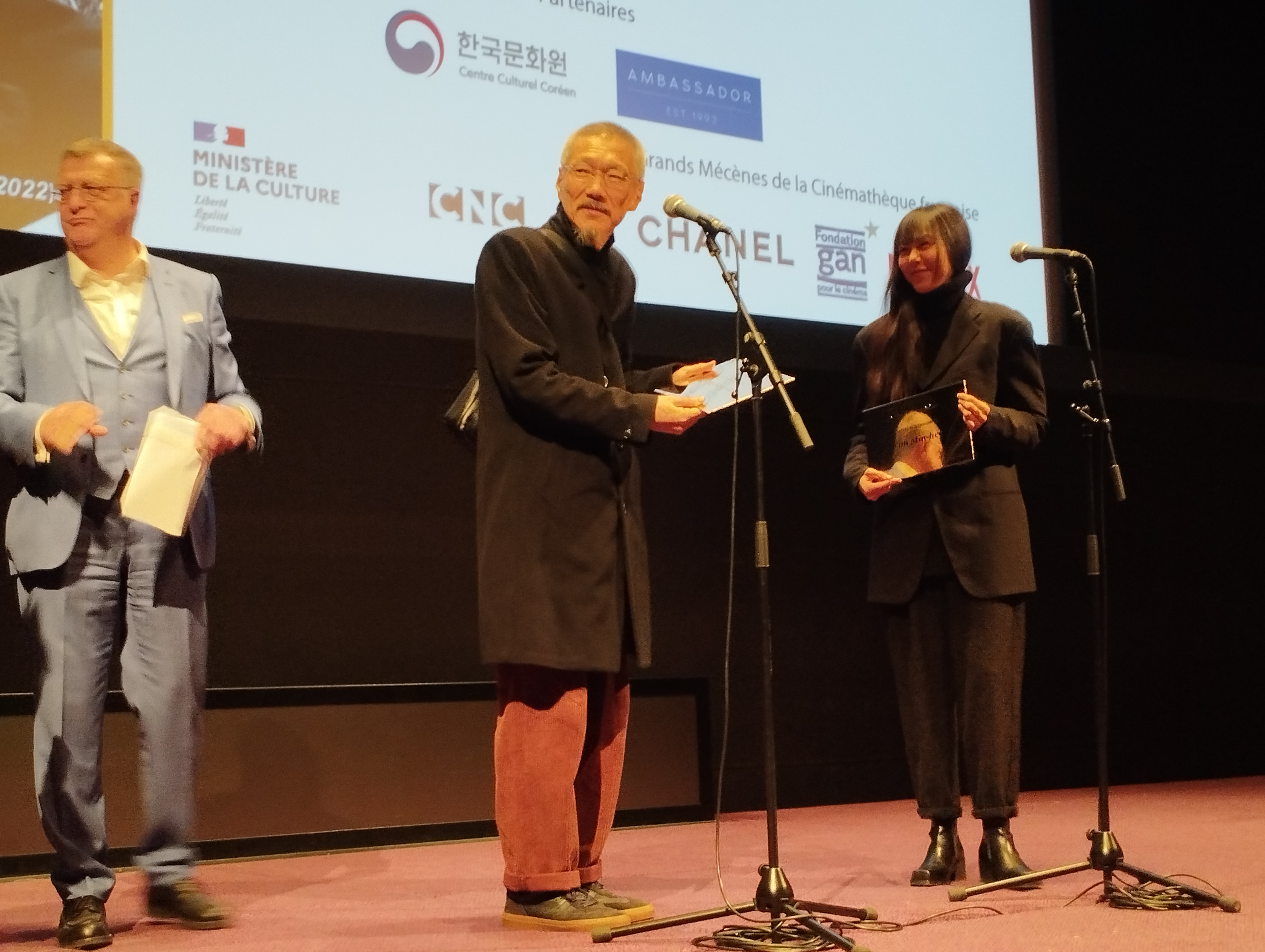
De gauche à droite : Jean-François Rauger, Hong Sang-soo et Kim Min-hee lors de l'avant-première privée de La Romancière, le Film et le Heureux Hasard à la Cinémathèque française, le 13 février 2023.

Après des passages à la Berlinale en 2008 avec Night and Day et en février 2013 avec Haewon et les hommes , il devient ensuite un habitué de ce festival, où il remporte plusieurs prix. En février 2017, Seule sur la plage la nuit permet à l'actrice principale Kim Min-hee de remporter l'Ours d'argent de la meilleure actrice. Pour la Berlinale 2020, La Femme qui s'est enfuie vaut à Hong Sang-soo l'Ours d'argent de la meilleure réalisation tandis qu'en 2021, Introduction, est lauréat de l'Ours d'argent du meilleur scénario. En 2022, son film La Romancière, le Film et le Heureux Hasard y remporte le grand prix du jury.
En 2023, la Cinémathèque française organise pour la seconde fois une rétrospective intégrale de son œuvre, en sa présence et de celle de sa compagne, directrice de production et actrice Kim Min-hee. 
En 2024, Hong Sang-soo retrouve Isabelle Huppert dans La Voyageuse. Présenté en compétition à la Berlinale 2024, il y remporte une nouvelle fois le grand prix du jury. 
En 2025, il est membre du jury du 78e Festival de Cannes, sous la présidence de Juliette Binoche. 

### Vie privée
Il se marie en 1985. Il demande le divorce fin 2016 à la suite d'une liaison avec l'actrice principale de ses deux derniers films à ce moment, Kim Min-hee, qu'il a rencontrée lors du tournage de Un jour avec, un jour sans. Le divorce est rejeté en juin 2019 puisque sa femme le conteste, la Corée du Sud ayant une législation qui permet à un des deux membres du couple de bloquer intégralement la procédure.

## Analyse de l'œuvre

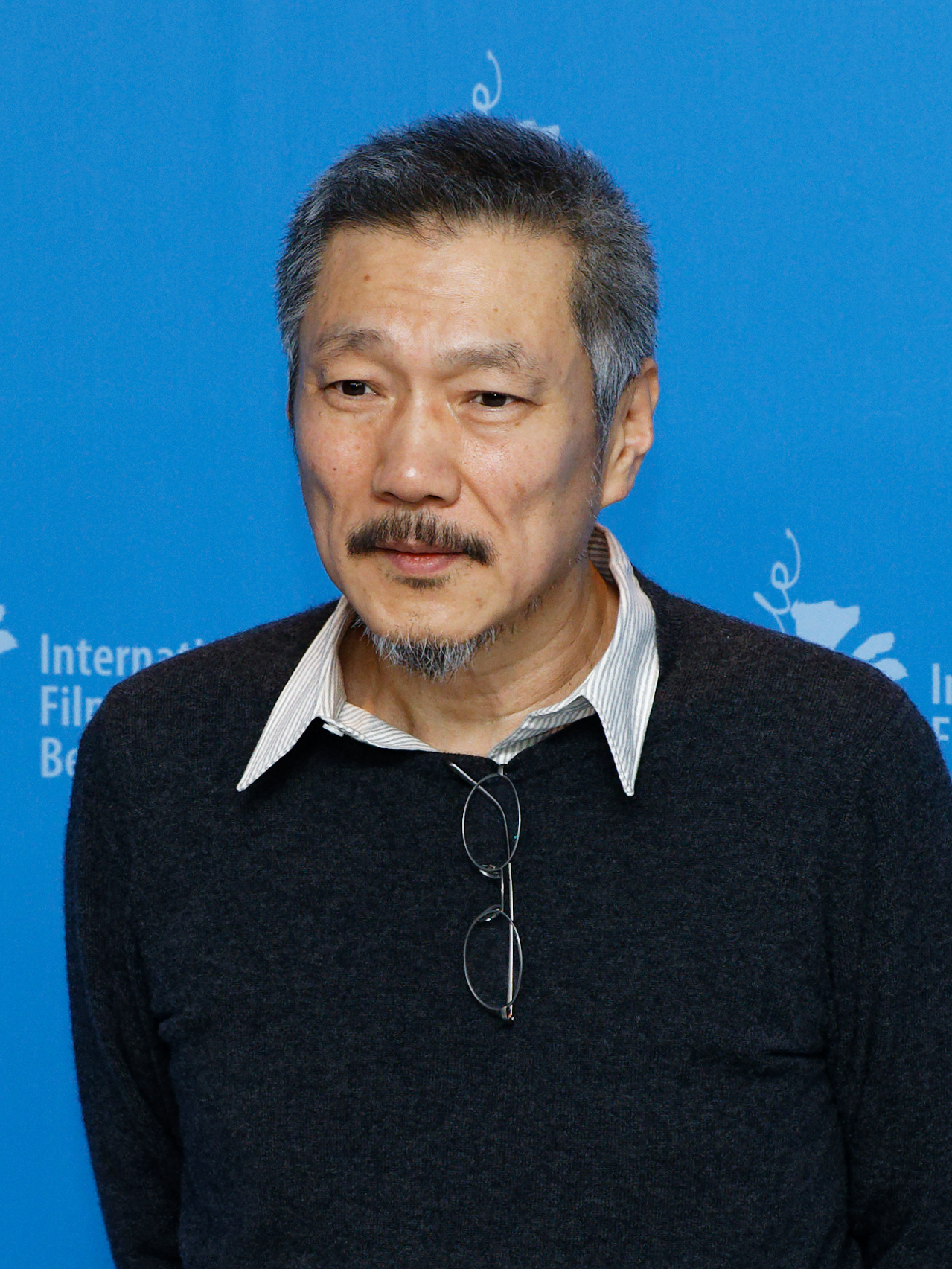
Hong Sang-soo en 2017.

### Thèmes
L'ensemble de l'œuvre de Hong Sang-soo témoigne d'une grande continuité dans l'esprit qui anime chaque film, phénomène renforcé par la rapidité avec laquelle il les enchaine. Une caractéristique commune tient au choix de ne pas verrouiller le sens des scènes ou la place des personnages, mais à laisser beaucoup de liberté au déroulement des situations, et donc aussi aux spectateurs. Ainsi aime-t-il dire, comme il l'a indiqué à Jean-Michel Frodon lors d'un entretien pour Le Monde, qu'il aime à chercher la réalité entre les interstices.
Beaucoup de ses films racontent une histoire d'amour malheureuse.
Certains de ses films mettent en scène le milieu du cinéma, en référence plus ou moins directe à sa propre situation. Par exemple, Matins calmes à Séoul montre les errances d'un jeune cinéaste talentueux qui a arrêté de tourner des films. Dans Oki's Movie, Hong Sang-soo montre les amours de deux étudiants en cinéma et d'un professeur de cinéma. Hong Sang-soo explique qu'il préfère filmer un milieu qu'il connaît, et affirme qu'il se sentirait moins à l'aise en filmant un autre milieu.
L'ivresse, comme échappatoire au réel et vecteur de révélations, est une des caractéristiques principales du cinéma d'Hong Sang-soo,. Il est connu pour avoir eu longtemps son penchant prononcé pour l'alcool que l'on retrouve dans de nombreux films.

### Jeu avec le temps
Hong Sang-soo aime raconter les histoires simultanées vécues par les différents protagonistes de ses films ou les points de vue de différents personnages sur la même histoire. Il lui arrive également fréquemment de composer des films en plusieurs épisodes, selon des enchainements qui entretiennent de rapports variables avec la chronologie.

### Influences
Il est influencé par des cinéastes comme Yasujirō Ozu, Robert Bresson, Éric Rohmer, Luis Buñuel, Jean Vigo, Friedrich Wilhelm Murnau mais aussi des peintres comme Paul Cézanne,, ou des écrivains comme André Gide. Il se dit notamment très marqué par Journal d'un curé de campagne de Robert Bresson.
Le critique coréen Huh Moon-yung voit aussi une parenté avec le cinéaste coréen Lee Man-hee. La mère de Hong Sang-soo a produit certains films de ce cinéaste et Hong Sang-soo s'est rendu sur certains de ses tournages étant enfant.

## Méthode de travail
Hong Sang-soo travaille généralement sans scénario bien établi et à partir de notes qu'il rédige en partie pendant le tournage et distribue à l'équipe chaque matin. Il écrit les dialogues en fonction de la personnalité des acteurs. Pour le chef opérateur Park Hong-yeol, le fait que les techniciens et les acteurs ne connaissent pas l'issue du film les force à une concentration extrême sur le tournage qui permet de donner aux films de Hong Sang-soo leur intensité,.
Il privilégie les tournages légers. Par exemple, sur Oki's Movie, il n'y avait que quatre techniciens.
Pour lui, certains comédiens, comme Yu Jun-sang, acceptent de ne pas être payés.

## Filmographie
- 1996 : Le Jour où le cochon est tombé dans le puits (돼지가 우물에 빠진 날)
- 1998 : Le Pouvoir de la province de Kangwon (강원도의 힘)
- 2000 : La Vierge mise à nu par ses prétendants (오! 수정)
- 2003 : Turning Gate (생활의 발견)
- 2003 : La femme est l'avenir de l'homme (여자는 남자의 미래다)
- 2005 : Conte de cinéma (극장전)
- 2007 : Woman on the Beach (해변의 여인)
- 2008 : Night and Day (밤과 낮)
- 2009 : Lost in the Mountains (어떤 방문: 첩첩산중), segment du film Jeonju Digital Project 2009: Visitors
- 2009 : Les Femmes de mes amis (잘 알지도 못하면서)
- 2010 : Ha ha ha (하하하)
- 2010 : Les Amours d'Oki (옥희의 영화)
- 2011 : Matins calmes à Séoul (북촌방향)
- 2011 : List (리스트, court métrage)
- 2012 : In Another Country (다른 나라에서)
- 2013 : Haewon et les Hommes (누구의 딸도 아닌 해원)
- 2013 : Sunhi (우리 선희)
- 2014 : Hill of Freedom (자유의 언덕)
- 2015 : Un jour avec, un jour sans (지금은맞고그때는틀리다)
- 2016 : Yourself and Yours (당신 자신과 당신의 것)
- 2017 : Seule sur la plage la nuit (밤의 해변에서 혼자)
- 2017 : Le Jour d'après (그 후)
- 2017 : La Caméra de Claire (클레어의 카메라)
- 2018 : Grass (풀잎들)
- 2018 : Hotel by the River (강변호텔)
- 2020 : La Femme qui s'est enfuie  (도망친 여자)
- 2021 : Introduction (인트로덕션)
- 2021 : Juste sous vos yeux (당신의 얼굴 앞에서)
- 2022 : La Romancière, le Film et le Heureux Hasard (소설가의 영화)
- 2022 : Walk Up (워크 업)
- 2023 : In Water (물안에서)
- 2023 : De nos jours... (우리의 하루)
- 2024 : La Voyageuse (여행자의 필요)
- 2024 : By the Stream (수유천)
- 2025 : Ce que cette nature te dit (그 자연이 네게 뭐라고 하니)

## Rétrospectives
- 2005 : rétrospective au Festival Black Movie de Genève du 18 au 27 février
- 2007 : rétrospective à la Cinémathèque québécoise du 5 au 14 septembre
- 2011 : rétrospective à la Cinémathèque française du 14 au 28 mars[20]
- 2012 : rétrospective au Museum of the Moving Image, New York[19]
- 2016 : rétrospective au FIDMarseille du 12 au 18 juillet[25]
- 2018 : rétrospective à la Cinematek de Bruxelles du 18 janvier au 25 février
- 2019 : rétrospective à la Cinémathèque québécoise du 12 au 24 mars
- 2023 : rétrospective à la Cinémathèque française du 13 février au 5 mars

## Distinctions
- 1996 : Blue Dragon Film Award du meilleur nouveau réalisateur pour Le Jour où le cochon est tombé dans le puits
- 2007 : Prix du meilleur réalisateur au Festival international du film de Mar del Plata pour Woman on the Beach
- 2010 : Prix Un certain regard de la sélection Un certain regard du Festival de Cannes 2010 pour Ha ha ha[26]
- 2011 : invité d'honneur du 13e Festival du film asiatique de Deauville[18]
- 2013 : Léopard d'argent au Festival du film de Locarno pour Sunhi[27]
- 2014 : Montgolfière d'or au Festival des trois continents pour Hill of Freedom.
- 2015 : Léopard d'or au Festival international du film de Locarno pour Un jour avec, un jour sans[28].
- 2016 : Coquille d'argent du meilleur réalisateur au Festival international du film de Saint-Sébastien pour Yourself and Yours[29]
- 2016 : Grand Prix d'honneur au FIDMarseille[30]
- 2020 : Ours d'argent du meilleur réalisateur à la Berlinale 2020 pour La Femme qui s'est enfuie[31]
- 2021 : Ours d'argent du meilleur scénario à la Berlinale 2021 pour Introduction[32]
- 2022 : Grand prix du jury à la Berlinale 2022 pour La Romancière, le Film et le Heureux Hasard [33]
- 2024 : Grand prix du jury à la Berlinale 2024 pour La Voyageuse[34]
- 2024 : Grand Prix Asturias au Festival international du film de Gijón pour By the Stream[35]

#### Ouvrages
- (en) HUH Moonyung, HONG Sangsoo, Seoul Selection, coll. « Korean Film Directors », 2007, 154 p. (ISBN 9781624120015)
- Simon Daniellou, « L’Origine du monde fictionnel de Hong Sang-soo », dans Pierre-Henry Frangne, Antony Fiant et Gilles Mouëllic (dir.), Les œuvres d'art dans le cinéma de fiction, Rennes, Presses universitaires de Rennes, 2014, 320 p. (ISBN 9782753532618), p. 149-162
- Les variations Hong Sang-Soo. Vol. 1, De l'Incidence éditeur, 2018, 256 p. (ISBN 978-2-918193-40-1)
- Les variations Hong Sang-Soo. Vol. 2, De l'Incidence éditeur, 2020, 301 p. (ISBN 978-2-918-193-59-3)

#### Articles
- Claire Denis, « La sainte victoire de Hong Sang-soo », Cahiers du cinéma, no 597,‎ janvier 2005, p. 37
- Adrien Gombeaud, « Boire et séduire : Vertiges d’alcool et de séduction chez Hong Sangsoo », Double jeu, no 4,‎ 2007, p. 73-82 (lire en ligne)
- (en) Marco Grosoli, « Moral tales from Corea : Hong Sang-Soo and Éric Rohmer », Acta Univ. Sapientae, film and media studies, no 3,‎ 2010, p. 95-108 (lire en ligne, consulté le 10 mai 2012)
- Dossier « Hong Sang-soo, balade à Séoul » dans Cahiers du cinéma, no 682, octobre 2012

#### Travaux universitaires
- Romain Lefebvre, Hong Sang-soo, un cinéma de la croyance : continuités, discontinuités, conflits d’images et mutation des personnages [Thèse de doctorat en Études cinématographiques, sous la direction de Dork Zabunyan], Saint-Denis, Paris 8, École doctorale Esthétique, sciences et technologie des arts, 24 novembre 2017 (soutenance), 658 p. (lire en ligne)

### Radio
- Entretien avec Laure Adler dans l'émission Hors-champs diffusé sur France Culture le 29 juin 2011